# A rajtaütés 2.
A rajtaütés 2 (eredeti cím: The Raid 2: Berandal) 2014-ben bemutatott indonéz harcművészeti film, a 2011-es A rajtaütés folytatása. A filmet Gareth Evans írta és rendezte, a történetben pedig az előző rész főhőse, Rama épül be a jakartai alvilágba. A főszereplők közt megtalálható Iko Uwais, Arifin Putra, Oka Antara, Tio Pakusadewo és Alex Abbad.
A filmet először a Sundance Filmfesztiválon mutatták be 2014. január 21-én, többnyire pozitív kritikai értékeléseket kapott. Az amerikai premier 2014. március 28-án volt, Magyarországon pedig 2014. november 5-én jelent meg DVD-n.

## Cselekmény
A történet az előző rész után veszi fel a fonalat, amikor a jakartai, bűnözők lakta menedékház lerohanását túlélő rendőr, Rama új küldetést kap. Ezúttal Bunawar, a rendőrség korrupcióellenes csoportjának vezetője kéri a segítségét, miután Rama elviszi hozzá Wahyu-t, a menedékház rajtaütését vezető, valójában azonban velejéig korrupt hadnagyot. Ramának ezúttal az alvilágba kell beépülnie, hogy feltárja Reza rendőrkapitány és más korrupt rendőrök ügyleteit, amiket az indonéz Bangun és a japán Goto bűnszervezetekkel köt. Rama eleinte nem akar az egészben részt venni, de miután megtudja, hogy testvérét, a bűnöző Andit meggyilkolták, mégis vállalja a megbízást. Ezután Rama Yuda álnéven lesz az egyik bűnvezér, Bandun behajtója, a főnök fián keresztül pedig próbál bizonyítékokat szerezni a rendőrséget áthálózó megvesztegetésekre.

## Szereplők
| Színész         | Szerep       | Magyar hang      |
| --------------- | ------------ | ---------------- |
| Iko Uwais       | Rama         | Fehér Tibor      |
| Arifin Putra    | Uco          | Magyar Bálint    |
| Tio Pakusadewo  | Bangun       | Háda János       |
| Oka Antara      | Eka          | Debreczeny Csaba |
| Alex Abbad      | Bejo         | Holl Nándor      |
| Julie Estelle   | Alicia       |                  |
| Ryuhei Matsuda  | Keichi       |                  |
| Kenichi Endo    | Hideaki Goto |                  |
| Kazuki Kitamura | Ryuichi      |                  |
| Yayan Ruhian    | Prakoso      | Jakab Csaba      |
| Cok Simbara     | Bunawar      | Várkonyi András  |
| Roy Marten      | Reza         | Forgács Gábor    |
| Marsha Timothy  | Dwi          | Törtei Tünde     |

## Díjak és jelölések
| Year | Award                                   | Category                                              | Nominee                                      | Result   |
| ---- | --------------------------------------- | ----------------------------------------------------- | -------------------------------------------- | -------- |
| 2014 | Golden Trailer Awards                   | Legjobb idegennyelvű akciófilm előzetes               | A rajtaütés 2.                               | Jelölve  |
| 2014 | Florida Film Critics Circle             | Legjobb idegennyelvű film                             | A rajtaütés 2.                               | Elnyerte |
| 2014 | Phoenix Film Critics Society Awards     | Legjobb idegennyelvű film                             | A rajtaütés 2.                               | Jelölve  |
| 2014 | Phoenix Film Critics Society Awards     | Best Stunts                                           | A rajtaütés 2.                               | Jelölve  |
| 2014 | Chicago Film Critics Association Awards | Legjobb idegennyelvű film                             | A rajtaütés 2.                               | Jelölve  |
| 2014 | Maya Awards                             | Legjobb film                                          | A rajtaütés 2.                               | Jelölve  |
| 2014 | Maya Awards                             | Legjobb férfi mellékszereplő                          | Arifin Putra                                 | Elnyerte |
| 2014 | Maya Awards                             | Legjobb férfi mellékszereplő                          | Oka Antara                                   | Jelölve  |
| 2014 | Maya Awards                             | Arifin C. Noer Award for Memorable Brief Appearance   | Julie Estelle                                | Jelölve  |
| 2014 | Maya Awards                             | Legjobb operatőri munka                               | Dimas Subono Matt Flanery                    | Elnyerte |
| 2014 | Maya Awards                             | Legjobb vágás                                         | Andi Novianto Gareth Evans                   | Elnyerte |
| 2014 | Maya Awards                             | Legjobb hang                                          | Brandon Proctor M. Ichsan Rachmaditta        | Jelölve  |
| 2014 | Maya Awards                             | Legjobb filmzene                                      | Aria Prayogi Fajar Yuskemal Joseph Trapanese | Jelölve  |
| 2014 | Maya Awards                             | Legjobb különleges effektek                           | Andi Noviandi                                | Elnyerte |
| 2014 | Maya Awards                             | Legjobb smink                                         | Kumalasari Tanara                            | Jelölve  |
| 2014 | Maya Awards                             | Equator Film Expo Award for International Achievement | A rajtaütés 2.                               | Elnyerte |
| 2014 | Maya Awards                             | Legjobb DVD                                           | A rajtaütés 2.                               | Elnyerte |
| 2015 | Houston Film Critics Society Awards     | Legjobb idegennyelvű film                             | A rajtaütés 2.                               | Jelölve  |